# メーデー (遭難信号)

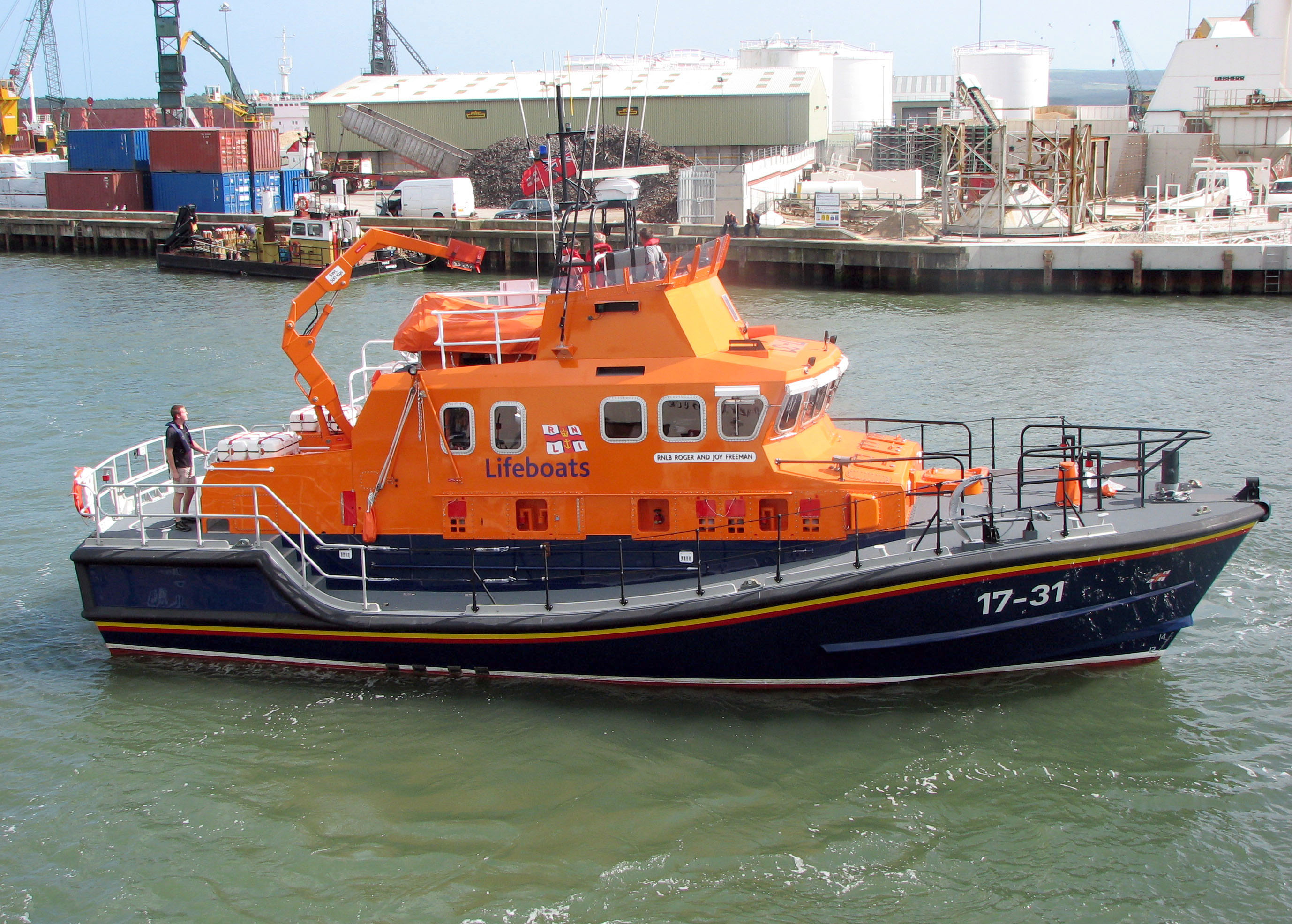
メーデー信号を受信すると、このような救難艇が活動することになる。

メーデー（Mayday）とは、無線電話で遭難信号を発信する時に国際的に使われる緊急用符号語。フランス語の「ヴネ・メデ（venez m'aider）」、すなわち「助けに来て」に由来する。一般に人命が危険にさらされているような緊急事態を知らせるのに使われ、警察、航空機の操縦士、消防士、各種交通機関などが使う。「メーデー呼び出し」は、雑音が強い状況で似たような言葉と取り違えられることを防ぎ、また実際の「メーデー呼び出し」部分と「メーデー呼び出し」した通信メッセージ内容とを区別するため常に3回繰り返す（メーデー、メーデー、メーデー）ことになっている。

## メーデー呼び出し
メーデー呼び出しは、船舶、航空機、車両、または人間が重大で差し迫った危機にあり、即時の救助を必要としていることを意味する。
メーデー呼び出しはどんな周波数でも発信でき、メーデー呼び出しが発信されたらその周波数では救助の支援となる通信以外、いっさいの通信は許されない。実際には、沿岸警備隊や航空交通管制といったメーデー呼び出しに対応する組織が常に監視している周波数帯は限られている。海事中波の2182kHz、国際VHFのch16（156.8MHz）、航空用の121.5MHzと243.0MHzである。メーデー呼び出しはモールス符号のSOSに対応し、電話での119番（緊急通報用電話番号）に相当する。
沿岸警備隊がメーデー呼び出しを受信すると、救難艇やヘリコプターが現場に向かう。付近を航行中の船舶が救助のために航路を変更することもある。
虚偽のメーデー呼び出しは、多くの国で犯罪とされている。救助隊が捜索救難を開始することで救助員の生命が危険にさらされ、また緊急事態が同時に発生している場合には救助活動を妨害することになるためである。アメリカ合衆国では虚偽のメーデー呼び出しをすると、最高6年間の懲役と最高25万ドルの罰金を科せられる。
メーデー呼び出しをした航空機は管制塔より最優先で誘導されるため、他の航空機は進路を妨害しないように着陸の順序なども変更される。
2011年8月13日にカタール航空(QR)888便が燃料不足によりメーデー呼び出しをして上海虹橋国際空港に緊急着陸を要請した。管制塔はQR888便の前方を飛行していた吉祥航空1112便に着陸を中止し順番を譲るよう指示を送ったが、1112便の操縦士は自機も燃料不足であると主張してこの指示を拒否し、航路を譲らなかった。この事案に対し中国民航華東地区管理局は、緊急着陸を妨害したとして1112便の機長の国内免許を剥奪、吉祥航空に3か月間就航本数を10％削減するペナルティを与えた。
沿岸警備隊に連絡したい場合（燃料切れなど）、VHFのch16で"Coastguard, Coastguard, Coastguard, this is（船舶名）"と呼び出す。船舶などの無線を扱うには免許が必要な国がほとんどだが、緊急の場合は免許のない者でも無線機を使用することが許されている。このために国際VHF無線機は誰でも扱えるよう非常に簡単に操作できるよう作られている。
推奨される救難呼び出しの形式は、「メーデー」を3回続け、その後に船舶名または識別信号（コールサイン）を3回、その後「メーデー」と船舶名またはコールサインを繰り返す。その後に位置、緊急事態の種類、必要とされる救助、乗船人数といった重要な情報を話す。すなわち、次のようになる。

「メーデー、メーデー、メーデー、こちらはNONSUCH、NONSUCH、NONSUCH。メーデー、NONSUCH。位置は北緯54度25分、西経16度33分。火災が発生し沈没しつつある。すぐに救助されたし。乗船人数は4名。メーデー、NONSUCH。オーバー」

沖合いに離れていてメーデー呼び出しが沿岸警備隊まで届かない船舶の場合、付近の船舶による「メーデー・リレー」が使われることもある（後述）。

### メーデーのプロトコルのまとめ
- メーデー、メーデー、メーデー、こちらは（その船舶の名称やコールサインを3回繰り返す）
- メーデー、こちらの位置は（GPS装置の示している緯度と経度、あるいはよく知られている物体からの方位角をコンパスで読み取って知らせる）
- こちらは（どういう状況かを伝える。火災、沈没など）。乗員は○○名。救助を求む

そして、しばらく応答がないか確認し、応答がなければ再び最初から繰り返す。

## 歴史
メーデー呼出し (Mayday) は、1923年にFrederick Stanley Mockford（1897–1962）が考案した。ロンドンのクロイドン空港の主任無線技師だったMockfordは、緊急時でも操縦士や地上スタッフが理解しやすい遭難を示す単語を考えるよう依頼された。当時、最も多くの航空機が行き交っていたのはパリのル・ブルジェ空港だったので、フランス語の「メデ（m'aider）」から"Mayday"を提案した。「ヴネ・メデ（Venez m'aider）」は「助けに来て」を意味する。

## その他の緊急呼び出し
音声無線で重要な情報を伝える符号語として国際的に使われているのは「メーデー」だけではない。緊急メッセージの送信者は優先度の低い通信に割り込む権利を有する。メーデー以外のこれらの用語を適切な理由もなく音声無線で使用すると、非難され、国によっては犯罪になる。
これらの「緊急呼び出し」も、やはり3回繰り返す。例えば「パンパン、パンパン、パンパン」などである。

### メーデー・リレー
「メーデー・リレー」は、遭難している船舶の代わりに別の船舶から発信する呼び出しである。ある船舶がメーデー呼び出しをして、それに沿岸警備組織などが応答しない場合、それを受信した船舶は2分間待ってメーデー・リレー呼び出しを行い、遭難している船舶の代わりに沿岸警備組織などに知らせるべきとされている。
メーデー・リレー呼び出しでは発信している船舶のコールサインを使うが、もともとのメーデーを発信した船舶の名称と位置を伝える必要がある。
メーデー・リレー呼び出しは、遭難した船舶が沿岸警備組織などから遠く（沖合いなど）にいて無線が直接つながらない場合や、通信機が故障しているなど遭難した船舶がメーデー呼び出しできないのを目撃した場合などに使われる。

### パンパン
「パンパン」（フランス語の「パヌ（panne）」、すなわち「故障」に由来）は、「即刻の救助を必要とするような重大で差し迫った脅威」ではないが、機械が故障した場合や病人が発生したなどの状況を知らせるのに使われる。例えばスイス航空111便墜落事故では"Swissair one eleven heavy is declaring PAN PAN PAN"という無線連絡があったイギリスでは、医療問題の場合は「メディコ（medico）」を後ろにつけていた（「パンパンメディコ」を3回繰り返す）。航空機ではジュネーブ条約に保護された紛争地における傷病者の輸送のみにパンパンメディカルという記号が使われる。「パンパンメディコ」は今では正式には使われていない。

### 緊急事態宣言
航空関係では、"declaring emergency"というフレーズが使われることがある。「メーデー」とほぼ同じ意味である。

### セキュリテ
「セキュリテ」（securite、フランス語の「セキュリテ（sécurité）」、すなわち「安全性」に由来）は、安全性にかかわるメッセージであることを示す。例えば、航行上の障害がある、天候に関する情報などである。

### 通信停止
以下に挙げる呼び出しは救助を求める船舶とそれに対応する救助を行う機関のみが主に使用する。
「シーロンス・メーデー」（Seelonce Mayday）または「シーロンス・ディストレス」（Seelonce Distress）は、その周波数を問題の船舶と救助にあたる機関が占有して使うことを意味する。つまり他の無線局はその周波数での発信をやめ、「シーロンス・フィニィ」（Seelonce Feenee）が放送されるまでその周波数では救助に関する通信しか行わない。"seelonce"はフランス語の「シランス（silence）」、すなわち「沈黙」に由来する。
航空関係では、同じことを"Stop Transmitting - Mayday"と表現する。
「シーロンス・フィニィ」（フランス語の「シランス・フィニ（silence fini）」、すなわち「沈黙が終わった」に由来）は、緊急事態が収拾され、その周波数帯が普通に使える状態に戻ったことを示す。通信停止状態を一部解除する場合は「プロドンス」（prodonce=prudence）を使うこともある。
航空関係では"Distress Traffic Ended"が「シーロンス・フィニィ」に対応する。